# Herson Capri
 (août 2014).
Herson Capri Freire, né le 8 novembre 1951 à Ponta Grossa, est un acteur brésilien.

## Filmographie
- Helena (série télévisée)
- Passions mortelles (telenovela)